# Луковиця (річка)
Луковиця (пол. Łukowica (dopływ Słomki)) — гірська річка в Польщі, у Лімоновському повіті Малопольського воєводства. Права притока Сломки, (басейн Балтійського моря).

## Опис
Довжина річки 10 км, падіння річки 387,30  м, похил річки 38,73  м/км, найкоротша відстань між витоком і гирлом — 9,35  км, коефіцієнт звивистості річки — 1,07 . Формується безіменними гірськими потоками. Річка тече в Бескиді Виспови.

## Розташування
Бере початок на північно-західних схилах гори Окованець (805,2 м) на висоті 750 м над рівнем моря у Подляс (частина Секерчини) (гміна Ліманова). Тече переважно на південний схід через Розтоку, Луковицю і у селі Овечка впадає у річку Сломку, ліву притоку Дунайця.

## Цікавий факт
- У селі Луковиця річку перетинає туристичний шлях, який на мапі туристичній значиться зеленим кольором (Добра — Лопань (961 м) — Могелиця (1171 м) — Заповідниця (840 м) — Ціхонь (929 м) — Остра (925 м) — Єжова Вода (895 м) — Луковиця — Лижка (803 м) — Кукляч (702 м) — Ліманова.[4]